# The Voice Portugal (8.ª edição)
A oitava edição do The Voice Portugal estreou a 27 de setembro de 2020 e termina a 3 de janeiro de 2021 na RTP1. O programa é apresentado por Catarina Furtado e Vasco Palmeirim, e com um novo apresentador de bastidores, Fábio Lopes. O grupo de mentores mantem-se o mesmo da sétima edição: António Zambujo, Aurea, Diogo Piçarra e Marisa Liz.
A Final do programa foi disputada entre 5 finalistas: Diogo Leite (Equipa Diogo), Luís Trigacheiro (Equipa Marisa), Miguel & João – a primeira dupla a chegar à Final no The Voice Portugal – e Tiago Barbosa (ambos da Equipa Aurea), e Tiago Silva (Equipa Zambujo). Luís Trigacheiro foi coroado o vencedor e a mentora Marisa Liz venceu uma edição pela terceira vez. Para além disso, foi a primeira vez que um artista roubado de outra equipa venceu o The Voice Portugal; Luís era originalmente da Equipa Zambujo, mas após ter perdido a sua Batalha, foi salvo pela Marisa.

## Equipas
Legenda
     Vencedor
     Segundo Lugar
     Terceiro Lugar
     Quarto Lugar
     Quinto Lugar
     Eliminado/a nas Galas em direto
     Eliminado/a nas Galas do Top 24
     Eliminado/a nos Tira-Teimas em direto
     Roubado/a nas Batalhas
     Eliminado/a nas Batalhas
     Abandonou a competição
| Mentores | Concorrentes    | Concorrentes     | Concorrentes           | Concorrentes      | Concorrentes |
| --- | --------------- | ---------------- | ---------------------- | ----------------- | ------------ |
| Aurea |                 |                  |                        |                   |              |
| Tiago Barbosa | Miguel & João   | Catarina Archer  | Nelson Sousa           | Alicia Camps      |              |
| Rita Laranjeira | Beatriz Costa   | Filipa Canhão    | Natacha Oliveira       | António Alves     |              |
| Beatriz Carvalho | Bruno Almeida   | Renata Marinho   | Rodrigo Marques        | Tatiana Oliveira  |              |
| Diogo Piçarra |                 |                  |                        |                   |              |
| Diogo Leite | Jéssica Ângelo  | Gonçalo Bilé     | Kevin Lopes            | Catarina Pereira  |              |
| Paloma & Jorginho | Lázaro Menino   | Ricardo Bento    | Tiago Braga            | Tiago Barbosa     |              |
| Adriana Fernandes | Isabel Leite    | Sebastião Burnay | Tiago Teixeira Barbosa | Twiin             |              |
| Marisa Liz |                 |                  |                        |                   |              |
| Luís Trigacheiro | Luciana & Pri   | João Amaral      | Rafaela Monteiro       | Favela Lacroix    |              |
| Susana Costa | Carina Leitão   | Laura Varges     | Sara Leite             | Íris Silva        |              |
| Cláudia Brito | Ema Monteiro    | Filipe Santos    | Gabriel Leo            | Joelisa           |              |
| António Zambujo |                 |                  |                        |                   |              |
| Tiago Silva | Mariana Rebelo  | Íris Silva       | Mari Segura            | Francisco Vicente |              |
| Maria Casal Ribeiro | Patrícia Pratas | Talita Cayolla   | Márcio Gonçalves       | Luís Trigacheiro  |              |
| Tiago Braga | Andor Violeta   | Cheila Teixeira  | Kiara Timas            | Paulo Andrade     |              |
| Nota: Concorrentes roubados estão em itálico (nomes riscados na equipa anterior). Concorrentes repescados para regressar aos Tira-Teimas estão sublinhados. |                 |                  |                        |                   |              |

## Provas Cegas
Nesta edição, os mentores têm a oportunidade de bloquear outro/a mentor/a duas vezes. Para além disso, os mentores ainda podem ser bloqueados após virarem as suas respetivas cadeiras e até o/a artista terminar a audição.
Legenda

### 1.º episódio (27 de setembro de 2020)
| Ordem | Concorrente                                | Idade | Canção                    | Escolha dos mentores e dos concorrentes | Escolha dos mentores e dos concorrentes | Escolha dos mentores e dos concorrentes | Escolha dos mentores e dos concorrentes |
| Ordem | Concorrente                                | Idade | Canção                    | Aurea                                   | Diogo                                   | Marisa                                  | Zambujo                                 |
| ----- | ------------------------------------------ | ----- | ------------------------- | --------------------------------------- | --------------------------------------- | --------------------------------------- | --------------------------------------- |
| 1     | António Alves                              | 60    | "Vesti la Giubba"         | ✔                                       | —                                       | ✔                                       | ✔                                       |
| 2     | Maria Casal Ribeiro                        | 21    | "I Say a Little Prayer"   | ✔                                       | ✔                                       | ✔                                       | ✔                                       |
| 3     | João Amaral                                | 18    | "Something"               | ✔                                       | ✔                                       | ✔                                       | ✘                                       |
| 4     | Joana Carina Lopes                         | 40    | "Wicked Game"             | —                                       | —                                       | —                                       | —                                       |
| 5     | Tiago Silva                                | 36    | "Eu Nasci a Ouvir o Fado" | —                                       | —                                       | ✔                                       | ✔                                       |
| 6     | Catarina Pereira                           | 15    | "Believe"                 | —                                       | ✔                                       | —                                       | —                                       |
| 7     | Andor Violeta (Rita Ventura e João Gusmão) | —     | "Coisa Mais Bonita"       | ✔                                       | ✔                                       | ✔                                       | ✔                                       |
| 8     | Dyana Ferreira                             | 33    | "Fallin'"                 | —                                       | —                                       | —                                       | —                                       |
| 9     | Natacha Oliveira                           | 22    | "Seven Nation Army"       | ✔                                       | ✔                                       | ✔                                       | ✔                                       |
| 10    | Carlos Villarreta                          | 30    | "La Malagueña"            | —                                       | —                                       | —                                       | —                                       |
| 11    | Tiago Barbosa                              | 30    | "Make You Feel My Love"   | ✔                                       | ✔                                       | ✘                                       | ✔                                       |
| 12    | Carina Leitão                              | 33    | "My Heart Will Go On"     | ✔                                       | ✔                                       | ✔                                       | ✔                                       |
| 13    | Luís Trigacheiro                           | 23    | "As Mondadeiras"          | ✔                                       | ✔                                       | ✔                                       | ✔                                       |

### 2.º episódio (4 de outubro)
| Ordem | Concorrente       | Idade   | Canção                             | Escolha dos mentores e dos concorrentes | Escolha dos mentores e dos concorrentes | Escolha dos mentores e dos concorrentes | Escolha dos mentores e dos concorrentes |
| Ordem | Concorrente       | Idade   | Canção                             | Aurea                                   | Diogo                                   | Marisa                                  | Zambujo                                 |
| ----- | ----------------- | ------- | ---------------------------------- | --------------------------------------- | --------------------------------------- | --------------------------------------- | --------------------------------------- |
| 1     | Gonçalo Bilé      | 33      | "Duía"                             | ✔                                       | ✔                                       | ✔                                       | ✔                                       |
| 2     | Catarina Archer   | 28      | "O Mio Babbino Caro"               | ✔                                       | ✔                                       | ✔                                       | ✔                                       |
| 3     | Nuno Marinho      | 23      | "Writing's on the Wall"            | —                                       | —                                       | —                                       | —                                       |
| 4     | Cláudia Brito     | 33      | "Estranha Forma de Vida"           | ✔                                       | —                                       | ✔                                       | ✘                                       |
| 5     | Rafaela Monteiro  | 20      | "River Deep - Mountain High"       | —                                       | —                                       | ✔                                       | ✔                                       |
| 6     | Paulo Andrade     | 38      | "My Hero"                          | —                                       | —                                       | —                                       | ✔                                       |
| 7     | Tiago Lima        | 22      | "Someone You Loved"                | –                                       | –                                       | –                                       | –                                       |
| 8     | Luciana & Pri     | 33 & 36 | "Malandro"                         | ✔                                       | ✔                                       | ✔                                       | ✔                                       |
| 9     | Tatiana Oliveira  | 19      | "Sweet Dreams"                     | ✔                                       | ✔                                       | —                                       | ✔                                       |
| 10    | Rita Beja         | 33      | "Bang Bang (My Baby Shot Me Down)" | –                                       | –                                       | –                                       | –                                       |
| 11    | Diogo Leite       | 28      | "Ouvi Dizer"                       | ✔                                       | ✔                                       | ✘                                       | ✔                                       |
| 12    | Sylvia Koonz      | 24      | "The Edge of Glory"                | –                                       | –                                       | –                                       | –                                       |
| 13    | Francisco Vicente | 24      | "Beatriz"                          | ✔                                       | ✔                                       | ✔                                       | ✔                                       |
| 14    | Alicia Camps      | 18      | "Toxic"                            | ✔                                       | ✔                                       | ✔                                       | ✔                                       |

### 3.º episódio (11 de outubro)
| Ordem | Concorrente                                                  | Idade   | Canção                             | Escolha dos mentores e dos concorrentes | Escolha dos mentores e dos concorrentes | Escolha dos mentores e dos concorrentes | Escolha dos mentores e dos concorrentes |
| Ordem | Concorrente                                                  | Idade   | Canção                             | Aurea                                   | Diogo                                   | Marisa                                  | Zambujo                                 |
| ----- | ------------------------------------------------------------ | ------- | ---------------------------------- | --------------------------------------- | --------------------------------------- | --------------------------------------- | --------------------------------------- |
| 1     | Oksana Boroday                                               | 50      | "Net, ne lyubil on"                | —                                       | —                                       | —                                       | —                                       |
| 2     | Laura Varges                                                 | 24      | "Wicked Game"                      | ✔                                       | ✔                                       | ✔                                       | ✔                                       |
| 3     | Miguel Costa & João Baião                                    | 18 & 19 | "Só Um Beijo"                      | ✔                                       | ✔                                       | ✔                                       | ✘                                       |
| 4     | Tiago Rodrigues                                              | 29      | "Total Eclipse of the Heart"       | —                                       | —                                       | —                                       | —                                       |
| 5     | Adriana Fernandes                                            | 26      | "Eu Não Sei Quem te Perdeu"        | ✔                                       | ✔                                       | ✔                                       | ✔                                       |
| 6     | Bruno Almeida                                                | 21      | "Believe"                          | ✔                                       | —                                       | ✔                                       | —                                       |
| 7     | Maria Fontoura                                               | 22      | "Location"                         | —                                       | —                                       | —                                       | —                                       |
| 8     | Ema Monteiro                                                 | 18      | "Rise Up"                          | ✔                                       | ✔                                       | ✔                                       | ✔                                       |
| 9     | Talita Cayolla (c/ Marco Jung, José C. Nogueira e Rui Silva) | —       | "These Boots Are Made for Walkin'" | ✔                                       | —                                       | ✔                                       | ✔                                       |
| 10    | Tiago Braga                                                  | 26      | "Canção do Engate"                 | ✔                                       | —                                       | —                                       | ✔                                       |
| 11    | Sara Leite                                                   | 38      | "You Shook Me All Night Long"      | —                                       | —                                       | ✔                                       | ✔                                       |
| 12    | David Martins                                                | 29      | "Kiss from a Rose"                 | —                                       | —                                       | —                                       | —                                       |
| 13    | Kevin Lopes                                                  | 21      | "Through the Valley"               | ✔                                       | ✔                                       | ✔                                       | ✔                                       |
| 14    | Rita Laranjeira                                              | 15      | "Skinny Love"                      | ✔                                       | ✘                                       | ✔                                       | ✔                                       |

### 4.º episódio (18 de outubro)
| Ordem | Concorrente         | Idade   | Canção                        | Escolha dos mentores e dos concorrentes | Escolha dos mentores e dos concorrentes | Escolha dos mentores e dos concorrentes | Escolha dos mentores e dos concorrentes |
| Ordem | Concorrente         | Idade   | Canção                        | Aurea                                   | Diogo                                   | Marisa                                  | Zambujo                                 |
| ----- | ------------------- | ------- | ----------------------------- | --------------------------------------- | --------------------------------------- | --------------------------------------- | --------------------------------------- |
| 1     | Cheila Teixeira     | 21      | "Hallelujah"                  | —                                       | ✔                                       | —                                       | ✔                                       |
| 2     | Íris Silva          | 16      | "Mar Salgado"                 | ✔                                       | ✔                                       | ✔                                       | ✔                                       |
| 3     | Winder Lopez        | 25      | "Despacito"                   | —                                       | —                                       | —                                       | —                                       |
| 4     | Susana Costa        | 20      | "Ständchen"                   | —                                       | ✔                                       | ✔                                       | ✔                                       |
| 5     | Filipe Santos       | 18      | "Lovely"                      | ✔                                       | ✔                                       | ✔                                       | —                                       |
| 6     | Gabriela Couto      | 23      | "Girls Just Want to Have Fun" | —                                       | —                                       | —                                       | —                                       |
| 7     | Patrícia Pratas     | 24      | "You and I"                   | ✔                                       | —                                       | ✔                                       | ✔                                       |
| 8     | Nelson Sousa        | 32      | "Desfolhada Portuguesa"       | ✔                                       | —                                       | —                                       | ✔                                       |
| 9     | Gonçalo & Francisco | 25 & 21 | "That's Life"                 | —                                       | —                                       | —                                       | —                                       |
| 10    | Filipa Canhão       | 16      | "Gravity"                     | ✔                                       | ✔                                       | ✔                                       | ✔                                       |
| 11    | Tomás Machado       | 17      | "Gota d'Água"                 | —                                       | —                                       | —                                       | —                                       |
| 12    | Paloma & Jorginho   | 23 & 26 | "Just the Way You Are"        | ✔                                       | ✔                                       | —                                       | ✔                                       |
| 13    | Sebastião Burnay    | 28      | "Roadhouse Blues"             | —                                       | ✔                                       | —                                       | —                                       |
| 14    | Joelisa             | 20      | "Call Out My Name"            | ✔                                       | ✘                                       | ✔                                       | ✔                                       |

### 5.º episódio (25 de outubro)
| Ordem | Concorrente            | Idade | Canção                             | Escolha dos mentores e dos concorrentes | Escolha dos mentores e dos concorrentes | Escolha dos mentores e dos concorrentes | Escolha dos mentores e dos concorrentes |
| Ordem | Concorrente            | Idade | Canção                             | Aurea                                   | Diogo                                   | Marisa                                  | Zambujo                                 |
| ----- | ---------------------- | ----- | ---------------------------------- | --------------------------------------- | --------------------------------------- | --------------------------------------- | --------------------------------------- |
| 1     | Francisco Molina       | 22    | "Sexy and I Know It"               | —                                       | —                                       | —                                       | —                                       |
| 2     | Mari Segura            | 23    | "Let It Go"                        | ✔                                       | ✔                                       | ✔                                       | ✔                                       |
| 3     | Rodrigo Marques        | 18    | "Espera"                           | ✔                                       | —                                       | —                                       | —                                       |
| 4     | Bruno Julião           | 38    | "The Suburbs"                      | —                                       | —                                       | —                                       | —                                       |
| 5     | Beatriz Costa          | 23    | "Toxic"                            | ✔                                       | —                                       | ✔                                       | —                                       |
| 6     | Gabriel Leo            | 22    | "I Heard It Through the Grapevine" | —                                       | —                                       | ✔                                       | —                                       |
| 7     | Clara Panão            | 41    | "Glitter in the Air"               | —                                       | —                                       | —                                       | —                                       |
| 8     | Mariana Rebelo         | 22    | "Don't Watch Me Cry"               | ✔                                       | ✔                                       | —                                       | ✔                                       |
| 9     | Isabel Leite           | 17    | "Liability"                        | —                                       | ✔                                       | —                                       | —                                       |
| 10    | Francisco Carvalho     | 23    | "The Times They Are a-Changin'"    | —                                       | —                                       | —                                       | —                                       |
| 11    | Tiago Teixeira Barbosa | 19    | "Devia Ir"/"Water"                 | —                                       | ✔                                       | ✔                                       | —                                       |
| 12    | Ísis Ramos             | 18    | "Lovin' You"                       | —                                       | —                                       | —                                       | —                                       |
| 13    | Márcio Gonçalves       | 31    | "Tennessee Whiskey"                | ✔                                       | ✔                                       | —                                       | ✔                                       |
| 14    | Amanda Clark           | 26    | "The Way You Make Me Feel"         | —                                       | —                                       | —                                       | —                                       |
| 15    | Jéssica Ângelo         | 19    | "It's a Man's Man's Man's World"   | ✘                                       | ✔                                       | —                                       | ✔                                       |

### 6.º episódio (1 de novembro)
| Ordem | Concorrente                    | Idade | Canção                  | Escolha dos mentores e dos concorrentes | Escolha dos mentores e dos concorrentes | Escolha dos mentores e dos concorrentes | Escolha dos mentores e dos concorrentes |
| Ordem | Concorrente                    | Idade | Canção                  | Aurea                                   | Diogo                                   | Marisa                                  | Zambujo                                 |
| ----- | ------------------------------ | ----- | ----------------------- | --------------------------------------- | --------------------------------------- | --------------------------------------- | --------------------------------------- |
| 1     | Lázaro Menino                  | 20    | "Call Out My Name"      | ✔                                       | ✔                                       | ✔                                       | —                                       |
| 2     | Beatriz Carvalho               | 15    | "Bruises"               | ✔                                       | —                                       | —                                       | —                                       |
| 3     | Jennifer                       | 26    | "Waterfalls"            | —                                       | —                                       | —                                       | —                                       |
| 4     | Favela Lacroix                 | 23    | "Million Reasons"       | ✔                                       | ✔                                       | ✔                                       | ✔                                       |
| 5     | Ricardo Bento                  | 25    | "You Say"               | —                                       | ✔                                       | Equipa fechada                          | —                                       |
| 6     | Mariana Camacho                | 27    | "Maio Maduro Maio"      | —                                       | —                                       | Equipa fechada                          | —                                       |
| 7     | Kiara Timas                    | 36    | "Ne Me Quitte Pas"      | ✔                                       | —                                       | Equipa fechada                          | ✔                                       |
| 8     | Rita Veloso                    | 38    | "Son of a Preacher Man" | —                                       | —                                       | Equipa fechada                          | Equipa fechada                          |
| 9     | Renata Marinho                 | 19    | "I Put a Spell on You"  | ✔                                       | ✔                                       | Equipa fechada                          | Equipa fechada                          |
| 10    | Ana Rocha                      | 17    | "Menina Solta"          | Equipa fechada                          | —                                       | Equipa fechada                          | Equipa fechada                          |
| 11    | João Ladeira Dias              | 21    | "This Love"             | Equipa fechada                          | —                                       | Equipa fechada                          | Equipa fechada                          |
| 12    | Twiin (Sílvia e Luísa Mirpuri) | 27    | "Never Enough"          | Equipa fechada                          | ✔                                       | Equipa fechada                          | Equipa fechada                          |

## Batalhas
As Batalhas foram emitidas a partir de dia 1 de novembro, no mesmo episódio das últimas Provas Cegas. Nesta edição, o formato foi alterado: para cada Batalha, é sorteado um concorrente, que escolhe o seu adversário. Cada um dos concorrentes canta uma música à sua escolha, começando pelo concorrente que foi escolhido pelo adversário. Finalmente, o mentor da equipa escolhe quem continua em competição. Esta alteração do formato poderá ter sido influenciada pela pandemia de COVID-19 durante as gravações, como forma de manter a distância entre os elementos envolvidos nas Batalhas e com o mentor.
Cada mentor(a) pode salvar um(a) concorrente eliminado/a de outra equipa que passa à fase de Tira-Teimas. Caso mais de um mentor queira salvar o/a concorrente, a decisão de escolher a nova equipa cabe ao/à mesmo/a.
Legenda
|                               |         |    |                                         |                     |                        |                                      |                |                |                |                |  |  |
| 6.º episódio (1 de novembro)  | Aurea   | 1  | "Georgia On My Mind"                    | Catarina Archer     | António Alves          | "The Music of the Night"             | N/A            | —              | —              | —              |  |  |
| 6.º episódio (1 de novembro)  | Zambujo | 2  | "Trigueirinha"                          | Tiago Silva         | Luís Trigacheiro       | "No Teu Poema"                       | ✔              | —              | ✔              | N/A            |  |  |
|                               |         |    |                                         |                     |                        |                                      |                |                |                |                |  |  |
| 7.º episódio (8 de novembro)  | Diogo   | 1  | "Dream On"                              | Jéssica Ângelo      | Tiago Teixeira Barbosa | "Human Nature"                       | —              | N/A            | Equipa fechada | —              |  |  |
| 7.º episódio (8 de novembro)  | Marisa  | 2  | "Love of My Life"                       | João Amaral         | Íris Silva             | "Sei Lá"                             | —              | —              | Equipa fechada | ✔              |  |  |
| 7.º episódio (8 de novembro)  | Zambujo | 3  | "Chega de Saudade"                      | Maria Casal Ribeiro | Mariana Rebelo         | "Não Queiras Saber de Mim"           | —              | —              | Equipa fechada | Equipa fechada |  |  |
| 7.º episódio (8 de novembro)  | Aurea   | 4  | "Eu Sei Que Vou te Amar"                | Beatriz Costa       | Bruno Almeida          | "Creep"                              | N/A            | —              | Equipa fechada | Equipa fechada |  |  |
| 7.º episódio (8 de novembro)  | Diogo   | 5  | "Lately"                                | Lázaro Menino       | Catarina Pereira       | "At Last"                            | —              | N/A            | Equipa fechada | Equipa fechada |  |  |
| 7.º episódio (8 de novembro)  | Marisa  | 6  | "Nobody's Wife"                         | Sara Leite          | Gabriel Leo            | "Angels"                             | —              | —              | Equipa fechada | Equipa fechada |  |  |
| 7.º episódio (8 de novembro)  | Zambujo | 7  | "Are You Gonna Go My Way"               | Márcio Gonçalves    | Andor Violeta          | "Xico"                               | —              | —              | Equipa fechada | Equipa fechada |  |  |
| 7.º episódio (8 de novembro)  | Aurea   | 8  | "Frozen"                                | Nelson Sousa        | Tatiana Oliveira       | "The Show Must Go On"                | N/A            | —              | Equipa fechada | Equipa fechada |  |  |
| 7.º episódio (8 de novembro)  | Marisa  | 9  | "Espumas ao Vento"                      | Luciana & Pri       | Cláudia Brito          | "Loucura"                            | —              | —              | Equipa fechada | Equipa fechada |  |  |
| 7.º episódio (8 de novembro)  | Zambujo | 10 | "Skinny Love"                           | Mari Segura         | Paulo Andrade          | "The Dolphin's Cry"                  | —              | —              | Equipa fechada | Equipa fechada |  |  |
| 7.º episódio (8 de novembro)  | Aurea   | 11 | "Luar do Sertão"                        | Miguel & João       | Rita Laranjeira        | "Jealous"                            | N/A            | —              | Equipa fechada | Equipa fechada |  |  |
| 7.º episódio (8 de novembro)  | Diogo   | 12 | "Brother"                               | Diogo Leite         | Tiago Barbosa          | "The House of the Rising Sun"        | ✔              | N/A            | Equipa fechada | Equipa fechada |  |  |
|                               |         |    |                                         |                     |                        |                                      |                |                |                |                |  |  |
| 8.º episódio (15 de novembro) | Diogo   | 1  | "Ordinary People"                       | Gonçalo Bilé        | Adriana Fernandes      | "Back to Black"                      | Equipa fechada | N/A            | Equipa fechada | Equipa fechada |  |  |
| 8.º episódio (15 de novembro) | Marisa  | 2  | "Feeling Good"                          | Laura Varges        | Filipe Santos          | "The Sound of Silence"               | Equipa fechada | —              | Equipa fechada | Equipa fechada |  |  |
| 8.º episódio (15 de novembro) | Aurea   | 3  | "One and Only"                          | Filipa Canhão       | Renata Marinho         | "And I Am Telling You I'm Not Going" | Equipa fechada | —              | Equipa fechada | Equipa fechada |  |  |
| 8.º episódio (15 de novembro) | Zambujo | 4  | "Nature Boy"                            | Francisco Vicente   | Tiago Braga            | "Chaga"                              | Equipa fechada | ✔              | Equipa fechada | Equipa fechada |  |  |
| 8.º episódio (15 de novembro) | Diogo   | 5  | "The Blower's Daughter"                 | Ricardo Bento       | Isabel Leite           | "Video Games"                        | Equipa fechada | Equipa fechada | Equipa fechada | Equipa fechada |  |  |
| 8.º episódio (15 de novembro) | Marisa  | 6  | "It's All Coming Back to Me Now"        | Rafaela Monteiro    | Ema Monteiro           | "Love the Way You Lie (Part II)"     | Equipa fechada | Equipa fechada | Equipa fechada | Equipa fechada |  |  |
| 8.º episódio (15 de novembro) | Aurea   | 7  | "The House of the Rising Sun"           | Natacha Oliveira    | Beatriz Carvalho       | "Read All About It (Part III)"       | Equipa fechada | Equipa fechada | Equipa fechada | Equipa fechada |  |  |
| 8.º episódio (15 de novembro) | Zambujo | 8  | "Criatura da Noite"                     | Talita Cayolla      | Kiara Timas            | "Idontwannabeyouanymore"             | Equipa fechada | Equipa fechada | Equipa fechada | Equipa fechada |  |  |
| 8.º episódio (15 de novembro) | Diogo   | 9  | "Rewrite the Stars"                     | Paloma & Jorginho   | Twiin                  | "Eu Sei"                             | Equipa fechada | Equipa fechada | Equipa fechada | Equipa fechada |  |  |
| 8.º episódio (15 de novembro) | Aurea   | 10 | "Chandelier"                            | Alicia Camps        | Rodrigo Marques        | "Dancing on My Own"                  | Equipa fechada | Equipa fechada | Equipa fechada | Equipa fechada |  |  |
| 8.º episódio (15 de novembro) | Marisa  | 11 | "Habanera"                              | Susana Costa        | Carina Leitão          | "Part of Your World"                 | Equipa fechada | Equipa fechada | Equipa fechada | Equipa fechada |  |  |
| 8.º episódio (15 de novembro) | Zambujo | 12 | "We Don't Have to Take Our Clothes Off" | Patrícia Pratas     | Cheila Teixeira        | "lovely"                             | Equipa fechada | Equipa fechada | Equipa fechada | Equipa fechada |  |  |
| 8.º episódio (15 de novembro) | Diogo   | 13 | "All I Want"                            | Kevin Lopes         | Sebastião Burnay       | "I've Got the World on a String"     | Equipa fechada | Equipa fechada | Equipa fechada | Equipa fechada |  |  |
| 8.º episódio (15 de novembro) | Marisa  | 14 | "Take Me to Church"                     | Favela Lacroix      | Joelisa                | "All By Myself"                      | Equipa fechada | Equipa fechada | Equipa fechada | Equipa fechada |  |  |

## Tira-Teimas
Os Tira-Teimas foram emitidos em direto, com as Equipas Marisa e Zambujo no primeiro episódio, e as Equipas Aurea e Diogo no segundo episódio. Cada mentor escolheu um/a concorrente eliminado/a nas Batalhas para voltar à competição. Cada um foi responsável por escolher 4 concorrentes para avançar para a fase seguinte, com outros 2 concorrentes a ser escolhidos por voto do público.
Legenda

### 9.º episódio (22 de novembro)
| Ordem | Mentor/a        | Concorrente         | Canção                          | Resultado          |
| ----- | --------------- | ------------------- | ------------------------------- | ------------------ |
| 1     | Marisa Liz      | Rafaela Monteiro    | "Never Enough"                  | Salva pelo público |
| 2     | Marisa Liz      | Laura Varges        | "Can't Help Falling in Love"    | Eliminada          |
| 3     | Marisa Liz      | Sara Leite          | "You Oughta Know"               | Eliminada          |
| 4     | Marisa Liz      | João Amaral         | "Runnin'"                       | Salvo pelo público |
| 5     | Marisa Liz      | Susana Costa        | "Non, je ne regrette rien"      | Salva pela Marisa  |
| 6     | Marisa Liz      | Luciana & Pri       | "Miúda do Café"                 | Salvas pela Marisa |
| 7     | Marisa Liz      | Favela Lacroix      | "Halo"                          | Salva pela Marisa  |
| 8     | Marisa Liz      | Carina Leitão       | "Who's Lovin You"               | Eliminada          |
| 9     | Marisa Liz      | Luis Trigacheiro    | "Vocês Sabem Lá"                | Salvo pela Marisa  |
| 10    | António Zambujo | Maria Casal Ribeiro | "Cavaleiro Andante"             | Salva pelo público |
| 11    | António Zambujo | Francisco Vicente   | "Não Me Vais Deixar"            | Salvo pelo Zambujo |
| 12    | António Zambujo | Patrícia Pratas     | "Can You Feel the Love Tonight" | Eliminada          |
| 13    | António Zambujo | Mariana Rebelo      | "Sol de Inverno"                | Salva pelo Zambujo |
| 14    | António Zambujo | Tiago Silva         | "Nem às Paredes Confesso"       | Salvo pelo Zambujo |
| 15    | António Zambujo | Talita Cayolla      | "Breakfast in America"          | Eliminados         |
| 16    | António Zambujo | Mari Segura         | "Riptide"                       | Salva pelo Zambujo |
| 17    | António Zambujo | Íris Silva          | "Melodia da Saudade"            | Salva pelo público |

| Ordem | Artista | Canção    |
| ----- | ------- | --------- |
| 1     | Mariza  | "Lágrima" |

### 10.º episódio (29 de novembro)
| Ordem | Mentor/a      | Concorrente       | Canção                   | Resultado           |
| ----- | ------------- | ----------------- | ------------------------ | ------------------- |
| 1     | Aurea         | Catarina Archer   | "Bohemian Rhapsody"      | Salva pelo público  |
| 2     | Aurea         | Miguel & João     | "Sozinho"                | Salvos pelo público |
| 3     | Aurea         | Rita Laranjeira   | "Alive"                  | Salva pela Aurea    |
| 4     | Aurea         | Alicia Camps      | "Another Love"           | Salva pela Aurea    |
| 5     | Aurea         | Natacha Oliveira  | "Idontwannabeyouanymore" | Eliminada           |
| 6     | Aurea         | Nelson Sousa      | "Whole Lotta Love"       | Salvo pela Aurea    |
| 7     | Aurea         | Beatriz Costa     | "E depois do Adeus"      | Eliminada           |
| 8     | Aurea         | Filipa Canhão     | "I'd Rather Go Blind"    | Eliminada           |
| 9     | Aurea         | Tiago Barbosa     | "Let's Get It On"        | Salvo pela Aurea    |
| 10    | Diogo Piçarra | Gonçalo Bilé      | "Jura"                   | Salvo pelo público  |
| 11    | Diogo Piçarra | Kevin Lopes       | "Before You Go"          | Salvo pelo Diogo    |
| 12    | Diogo Piçarra | Catarina Pereira  | "All I Ask"              | Salva pelo Diogo    |
| 13    | Diogo Piçarra | Ricardo Bento     | "O Jogo"                 | Eliminado           |
| 14    | Diogo Piçarra | Jéssica Ângelo    | "Gaivota"                | Salva pelo Diogo    |
| 15    | Diogo Piçarra | Diogo Leite       | "Way Down We Go"         | Salvo pelo Diogo    |
| 16    | Diogo Piçarra | Lázaro Menino     | "Porquê"                 | Eliminado           |
| 17    | Diogo Piçarra | Tiago Braga       | "Perto de Mim"           | Eliminado           |
| 18    | Diogo Piçarra | Paloma & Jorginho | "Lovely"                 | Salvos pelo público |

| Ordem | Artista(s)                      | Canção           |
| ----- | ------------------------------- | ---------------- |
| 1     | Tiago Bettencourt               | "Viagem"         |
| 2     | Bárbara Tinoco & Tiago Nacarato | "Tempo"/"Sei Lá" |

## Galas em direto
Legenda

### 11.º e 12.º episódios: Top 24 (6 e 13 de dezembro)
Nestas duas galas, os 6 concorrentes de cada equipa foram divididos em dois grupos de três. Em cada grupo são salvos dois concorrentes, um/a pelo público e outro/a pelo/a mentor/a, avançando, ao todo, quatro concorrentes de cada equipa para a 3.ª Gala.
| 11.º Episódio (6 de dezembro)  | Diogo Piçarra   | 1  | Catarina Pereira    | "A Moment Like This"            | Eliminada           |  |  |  |  |
| 11.º Episódio (6 de dezembro)  | Marisa Liz      | 2  | Luís Trigacheiro    | "Canção do Mar"                 | Salvo pelo público  |  |  |  |  |
| 11.º Episódio (6 de dezembro)  | Aurea           | 3  | Tiago Barbosa       | "Hallelujah"                    | Salvo pela Aurea    |  |  |  |  |
| 11.º Episódio (6 de dezembro)  | António Zambujo | 4  | Mari Segura         | "Bésame Mucho"                  | Salva pelo Zambujo  |  |  |  |  |
| 11.º Episódio (6 de dezembro)  | Diogo Piçarra   | 5  | Diogo Leite         | "Haja o Que Houver"             | Salvo pelo Diogo    |  |  |  |  |
| 11.º Episódio (6 de dezembro)  | Marisa Liz      | 6  | Luciana & Pri       | "Como Nossos Pais"              | Salvas pela Marisa  |  |  |  |  |
| 11.º Episódio (6 de dezembro)  | Aurea           | 7  | Rita Laranjeira     | "Writing's on the Wall"         | Eliminada           |  |  |  |  |
| 11.º Episódio (6 de dezembro)  | Diogo Piçarra   | 8  | Kevin Lopes         | "Yesterday"                     | Salvo pelo público  |  |  |  |  |
| 11.º Episódio (6 de dezembro)  | António Zambujo | 9  | Francisco Vicente   | "Don't Worry, Be Happy"         | Eliminado           |  |  |  |  |
| 11.º Episódio (6 de dezembro)  | Marisa Liz      | 10 | Favela Lacroix      | "A Tua Voz"                     | Eliminada           |  |  |  |  |
| 11.º Episódio (6 de dezembro)  | Aurea           | 11 | Catarina Archer     | "Quando me'n vo'"               | Salva pelo público  |  |  |  |  |
| 11.º Episódio (6 de dezembro)  | António Zambujo | 12 | Íris Silva          | "Anda Estragar-me os Planos"    | Salva pelo público  |  |  |  |  |
|                                |                 |    |                     |                                 |                     |  |  |  |  |
| 12.º Episódio (13 de dezembro) | Aurea           | 1  | Nelson Sousa        | "Creep"                         | Salvo pela Aurea    |  |  |  |  |
| 12.º Episódio (13 de dezembro) | Marisa Liz      | 2  | Susana Costa        | "Ave Maria"                     | Eliminada           |  |  |  |  |
| 12.º Episódio (13 de dezembro) | António Zambujo | 3  | Tiago Silva         | "A Bela Portuguesa"             | Salvo pelo público  |  |  |  |  |
| 12.º Episódio (13 de dezembro) | Diogo Piçarra   | 4  | Paloma & Jorginho   | "Titanium"                      | Eliminados          |  |  |  |  |
| 12.º Episódio (13 de dezembro) | Aurea           | 5  | Miguel & João       | "No Rancho Fundo"               | Salvos pelo público |  |  |  |  |
| 12.º Episódio (13 de dezembro) | Marisa Liz      | 6  | Rafaela Monteiro    | "I Dreamed a Dream"             | Salva pelo público  |  |  |  |  |
| 12.º Episódio (13 de dezembro) | António Zambujo | 7  | Maria Casal Ribeiro | "Cry Me a River"                | Eliminada           |  |  |  |  |
| 12.º Episódio (13 de dezembro) | Marisa Liz      | 8  | João Amaral         | "No Time To Die"                | Salvo pela Marisa   |  |  |  |  |
| 12.º Episódio (13 de dezembro) | Diogo Piçarra   | 9  | Jéssica Ângelo      | "I'll Never Love Again"         | Salva pelo Diogo    |  |  |  |  |
| 12.º Episódio (13 de dezembro) | António Zambujo | 10 | Mariana Rebelo      | "Para os Braços da Minha Mãe"   | Salva pelo Zambujo  |  |  |  |  |
| 12.º Episódio (13 de dezembro) | Aurea           | 11 | Alicia Camps        | "A Million Dreams"              | Eliminada           |  |  |  |  |
| 12.º Episódio (13 de dezembro) | Diogo Piçarra   | 12 | Gonçalo Bilé        | "Come Together"/"Lose Yourself" | Salvo pelo público  |  |  |  |  |

| 11 | 1 | Fernando Daniel & Agir        | "Sem Ti"                          |  |  |  |  |  |  |
| 11 | 2 | Tay                           | "Coisas Que Gostas"/"Não Preciso" |  |  |  |  |  |  |
| 11 | 3 | José Cid                      | "Porto Cidade"                    |  |  |  |  |  |  |
|    |   |                               |                                   |  |  |  |  |  |  |
| 12 | 1 | D.A.M.A., Mike 11 & T-Rex     | "Sozinhos à Chuva"                |  |  |  |  |  |  |
| 12 | 2 | Nuno Ribeiro & Ainoa Buitrago | "Por Ti"                          |  |  |  |  |  |  |

### 13.º episódio: Top 16 (20 de dezembro)
| Ordem | Mentor/a        | Concorrente      | Canção                         | Resultado           |
| ----- | --------------- | ---------------- | ------------------------------ | ------------------- |
| 1     | Marisa Liz      | Luís Trigacheiro | "Meu Fado Meu"                 | Salvo pelo público  |
| 2     | Diogo Piçarra   | Jéssica Ângelo   | "Listen"                       | Salva pelo Diogo    |
| 3     | Aurea           | Tiago Barbosa    | "Bruises"                      | Salvo pela Aurea    |
| 4     | António Zambujo | Tiago Silva      | "Chora, Carolina"              | Salvo pelo público  |
| 5     | Diogo Piçarra   | Kevin Lopes      | "Take Me to Church"            | Eliminado           |
| 6     | Marisa Liz      | Rafaela Monteiro | "Memory"                       | Eliminada           |
| 7     | Aurea           | Miguel & João    | "Roubei-te um Beijo"           | Salvos pelo público |
| 8     | Diogo Piçarra   | Gonçalo Bilé     | "Superstition"/"Stayin' Alive" | Eliminado           |
| 9     | António Zambujo | Mari Segura      | "Tempo"                        | Eliminada           |
| 10    | Diogo Piçarra   | Diogo Leite      | "Purple Rain"                  | Salvo pelo público  |
| 11    | Marisa Liz      | João Amaral      | "Set Fire to the Rain"         | Eliminado           |
| 12    | António Zambujo | Íris Silva       | "Flor sem Tempo"               | Eliminada           |
| 13    | Marisa Liz      | Luciana & Pri    | "Sangrando"                    | Salvas pela Marisa  |
| 14    | Aurea           | Catarina Archer  | "Yo Soy María"                 | Eliminada           |
| 15    | António Zambujo | Mariana Rebelo   | "Veja Bem Meu Bem"             | Salva pelo Zambujo  |
| 16    | Aurea           | Nelson Sousa     | "It Will Rain"                 | Eliminado           |

| Ordem | Artista(s)                | Canção      |
| ----- | ------------------------- | ----------- |
| 1     | Os Quatro e Meia & Carlão | "Bom Rapaz" |

### 14.º episódio: Top 8 – Semifinal (27 de dezembro)
Legenda
| Ordem | Mentor          | Concorrente      | Canção                   | Pontos do/a mentor/a | Pontos do público | Total de pontos | Resultado  |
| ----- | --------------- | ---------------- | ------------------------ | -------------------- | ----------------- | --------------- | ---------- |
| 1     | Aurea           | Miguel & João    | "Para Sempre"            | 26                   | 23                | 49              | Finalistas |
| 2     | António Zambujo | Mariana Rebelo   | "Cavalo à Solta"         | 24                   | 11                | 35              | Eliminada  |
| 3     | Aurea           | Tiago Barbosa    | "Don't Let Me Down"      | 24                   | 27                | 51              | Finalista  |
| 4     | Diogo Piçarra   | Jéssica Ângelo   | "Melhor de Mim"          | 24                   | 14                | 38              | Eliminada  |
| 5     | António Zambujo | Tiago Silva      | "Guitarra Toca Baixinho" | 26                   | 39                | 65              | Finalista  |
| 6     | Diogo Piçarra   | Diogo Leite      | "The Sounds of Silence"  | 26                   | 36                | 62              | Finalista  |
| 7     | Marisa Liz      | Luciana & Pri    | "Como Vai Você"          | 24                   | 5                 | 29              | Eliminadas |
| 8     | Marisa Liz      | Luís Trigacheiro | "Fado do Alentejo"       | 26                   | 45                | 71              | Finalista  |

| Ordem | Artista(s)                                           | Canção                  |
| ----- | ---------------------------------------------------- | ----------------------- |
| 1     | Diogo Piçarra e Vitor Kley                           | "Nada é Para Sempre"    |
| 2     | Marisa com equipa (Luciana & Pri e Luís Trigacheiro) | "Mãe Preta/Barco Negro" |
| 3     | Aurea com equipa (Miguel & João e Tiago Barbosa)     | "A Paixão"              |
| 4     | Zambujo com equipa (Mariana Rebelo e Tiago Silva)    | "Catavento da Sé"       |
| 5     | Diogo com equipa (Diogo Leite e Jéssica Ângelo)      | "O Erro Mais Bonito"    |
| 6     | Rony Fuego                                           | "Bem-Disposto"          |

### 15.º episódio: Top 5 – Final (3 de janeiro de 2021)
| Ordem                        | Mentor/a        | Concorrente      | Canção                    | Ordem                     | Dueto (com convidado/a)                             | Resultado |
| ---------------------------- | --------------- | ---------------- | ------------------------- | ------------------------- | --------------------------------------------------- | --------- |
| 1                            | António Zambujo | Tiago Silva      | "Tudo Isto é Fado"        | 6                         | "Maravilhoso Coração Maravilhoso" (com Marco Paulo) | Top 3     |
| 7                            | Marisa Liz      | Luís Trigacheiro | "O Amor a Portugal"       | 2                         | "Sol de Inverno" (com Simone de Oliveira)           | Top 3     |
| 3                            | Aurea           | Tiago Barbosa    | "Never Tear Us Apart"     | 8                         | "A Gente Vai Continuar" (com Jorge Palma)           | Top 3     |
| 5                            | Aurea           | Miguel & João    | "Recantiga"               | 8                         | "A Gente Vai Continuar" (com Jorge Palma)           | 4.º Lugar |
| 9                            | Diogo Piçarra   | Diogo Leite      | "Wicked Game"             | 4                         | "Tempo" (com Marco Rodrigues)                       | 5.º Lugar |
|                              |                 |                  |                           |                           |                                                     |           |
| Top 3 (Canção da Prova Cega) |                 |                  |                           |                           |                                                     |           |
| 1                            | Marisa Liz      | Luís Trigacheiro | "As Mondadeiras"          | "As Mondadeiras"          | "As Mondadeiras"                                    | Top 2     |
| 2                            | António Zambujo | Tiago Silva      | "Eu Nasci a Ouvir o Fado" | "Eu Nasci a Ouvir o Fado" | "Eu Nasci a Ouvir o Fado"                           | Top 2     |
| 3                            | Aurea           | Tiago Barbosa    | "Make You Feel My Love"   | "Make You Feel My Love"   | "Make You Feel My Love"                             | 3.º Lugar |
|                              |                 |                  |                           |                           |                                                     |           |
| Duelo Final                  |                 |                  |                           |                           |                                                     |           |
| 1                            | Marisa Liz      | Luís Trigacheiro | "Meu Fado Meu"            | "Meu Fado Meu"            | "Meu Fado Meu"                                      | Vencedor  |
| 2                            | António Zambujo | Tiago Silva      | "Guitarra Toca Baixinho"  | "Guitarra Toca Baixinho"  | "Guitarra Toca Baixinho"                            | 2.º Lugar |

| Ordem | Artista(s)                                         | Canção                                             |
| ----- | -------------------------------------------------- | -------------------------------------------------- |
| 1     | Aurea, Diogo Piçarra, Marisa Liz & António Zambujo | "Estrela da Tarde"/"No Teu Poema"/"Canoas do Tejo" |
| 2     | David Carreira                                     | "Anda Comigo"                                      |
| 3     | Amor Electro                                       | "Furacão                                           |
| 4     | Plutónio                                           | "Somos Iguais"                                     |
| 5     | Rita Sanches                                       | "Fala-me de Ti"                                    |

## Resultados das Galas

### Legenda
Detalhes dos concorrentes
| Equipa Aurea Equipa Diogo | Equipa Marisa Equipa Zambujo |

Detalhes dos resultados
| Vencedor Segundo Lugar Terceiro Lugar Quarto Lugar Quinto Lugar | Artista com maior número de pontos e avançou para a final Artista recebeu o Wildcard do público e avançou para a final Artista salvo/a pelo público Artista salvo/a pelo/a mentor/a Artista eliminado/a |

### Todos
|  | Luís Trigacheiro    | Salvo     |                       | Salvo                 | Finalista             | Vencedor              |                       |                       |                       |
|  | Tiago Silva         |           | Salvo                 | Salvo                 | Finalista             | 2.º Lugar             |                       |                       |                       |
|  | Tiago Barbosa       | Salvo     |                       | Salvo                 | Finalista             | 3.º Lugar             |                       |                       |                       |
|  | Miguel & João       |           | Salvos                | Salvos                | Finalistas            | 4.º Lugar             |                       |                       |                       |
|  | Diogo Leite         | Salvo     |                       | Salvo                 | Finalista             | 5.º Lugar             |                       |                       |                       |
|  | Jéssica Ângelo      |           | Salva                 | Salva                 | Eliminada             | Eliminadas (Semana 4) | Eliminadas (Semana 4) | Eliminadas (Semana 4) | Eliminadas (Semana 4) |
|  | Luciana & Pri       | Salvas    |                       | Salvas                | Eliminadas            | Eliminadas (Semana 4) | Eliminadas (Semana 4) | Eliminadas (Semana 4) | Eliminadas (Semana 4) |
|  | Mariana Rebelo      |           | Salva                 | Salva                 | Eliminada             | Eliminadas (Semana 4) | Eliminadas (Semana 4) | Eliminadas (Semana 4) | Eliminadas (Semana 4) |
|  | Catarina Archer     | Salva     |                       | Eliminada             | Eliminados (Semana 3) | Eliminados (Semana 3) | Eliminados (Semana 3) | Eliminados (Semana 3) |                       |
|  | Gonçalo Bilé        |           | Salvo                 | Eliminado             | Eliminados (Semana 3) | Eliminados (Semana 3) | Eliminados (Semana 3) | Eliminados (Semana 3) |                       |
|  | Íris Silva          | Salva     |                       | Eliminada             | Eliminados (Semana 3) | Eliminados (Semana 3) | Eliminados (Semana 3) | Eliminados (Semana 3) |                       |
|  | João Amaral         |           | Salvo                 | Eliminado             | Eliminados (Semana 3) | Eliminados (Semana 3) | Eliminados (Semana 3) | Eliminados (Semana 3) |                       |
|  | Kevin Lopes         | Salvo     |                       | Eliminado             | Eliminados (Semana 3) | Eliminados (Semana 3) | Eliminados (Semana 3) | Eliminados (Semana 3) |                       |
|  | Mari Segura         | Salva     |                       | Eliminada             | Eliminados (Semana 3) | Eliminados (Semana 3) | Eliminados (Semana 3) | Eliminados (Semana 3) |                       |
|  | Nelson Sousa        |           | Salvo                 | Eliminado             | Eliminados (Semana 3) | Eliminados (Semana 3) | Eliminados (Semana 3) | Eliminados (Semana 3) |                       |
|  | Rafaela Monteiro    |           | Salva                 | Eliminada             | Eliminados (Semana 3) | Eliminados (Semana 3) | Eliminados (Semana 3) | Eliminados (Semana 3) |                       |
|  | Alicia Camps        |           | Eliminada             | Eliminados (Semana 2) | Eliminados (Semana 2) | Eliminados (Semana 2) | Eliminados (Semana 2) |                       |                       |
|  | Maria Casal Ribeiro |           | Eliminada             | Eliminados (Semana 2) | Eliminados (Semana 2) | Eliminados (Semana 2) | Eliminados (Semana 2) |                       |                       |
|  | Paloma & Jorginho   |           | Eliminados            | Eliminados (Semana 2) | Eliminados (Semana 2) | Eliminados (Semana 2) | Eliminados (Semana 2) |                       |                       |
|  | Susana Costa        |           | Eliminada             | Eliminados (Semana 2) | Eliminados (Semana 2) | Eliminados (Semana 2) | Eliminados (Semana 2) |                       |                       |
|  | Catarina Pereira    | Eliminada | Eliminados (Semana 1) | Eliminados (Semana 1) | Eliminados (Semana 1) | Eliminados (Semana 1) |                       |                       |                       |
|  | Favela Lacroix      | Eliminada | Eliminados (Semana 1) | Eliminados (Semana 1) | Eliminados (Semana 1) | Eliminados (Semana 1) |                       |                       |                       |
|  | Francisco Vicente   | Eliminado | Eliminados (Semana 1) | Eliminados (Semana 1) | Eliminados (Semana 1) | Eliminados (Semana 1) |                       |                       |                       |
|  | Rita Laranjeira     | Eliminada | Eliminados (Semana 1) | Eliminados (Semana 1) | Eliminados (Semana 1) | Eliminados (Semana 1) |                       |                       |                       |

### Por Equipas
|  | Tiago Barbosa       | Salvo pela mentora  |                     | Salvo pela mentora  | Finalista  | 3.º Lugar |  |  |  |
|  | Miguel & João       |                     | Salvos pelo público | Salvos pelo público | Finalistas | 4.º Lugar |  |  |  |
|  | Catarina Archer     | Salva pelo público  |                     | Eliminada           |            |           |  |  |  |
|  | Nelson Sousa        |                     | Salvo pela mentora  | Eliminado           |            |           |  |  |  |
|  | Alicia Camps        |                     | Eliminada           |                     |            |           |  |  |  |
|  | Rita Laranjeira     | Eliminada           |                     |                     |            |           |  |  |  |
|  |                     |                     |                     |                     |            |           |  |  |  |
|  | Diogo Leite         | Salvo pelo mentor   |                     | Salvo pelo público  | Finalista  | 5.º Lugar |  |  |  |
|  | Jéssica Ângelo      |                     | Salva pelo mentor   | Salva pelo mentor   | Eliminada  |           |  |  |  |
|  | Gonçalo Bilé        |                     | Salvo pelo público  | Eliminado           |            |           |  |  |  |
|  | Kevin Lopes         | Salvo pelo público  |                     | Eliminado           |            |           |  |  |  |
|  | Paloma & Jorginho   |                     | Eliminados          |                     |            |           |  |  |  |
|  | Catarina Pereira    | Eliminada           |                     |                     |            |           |  |  |  |
|  |                     |                     |                     |                     |            |           |  |  |  |
|  | Luís Trigacheiro    | Salvo pelo público  |                     | Salvo pelo público  | Finalista  | Vencedor  |  |  |  |
|  | Luciana & Pri       | Salvas pela mentora |                     | Salvas pela mentora | Eliminadas |           |  |  |  |
|  | João Amaral         |                     | Salvo pela mentora  | Eliminado           |            |           |  |  |  |
|  | Rafaela Monteiro    |                     | Salva pelo público  | Eliminada           |            |           |  |  |  |
|  | Susana Costa        |                     | Eliminada           |                     |            |           |  |  |  |
|  | Favela Lacroix      | Eliminada           |                     |                     |            |           |  |  |  |
|  |                     |                     |                     |                     |            |           |  |  |  |
|  | Tiago Silva         |                     | Salvo pelo público  | Salvo pelo público  | Finalista  | 2.º Lugar |  |  |  |
|  | Mariana Rebelo      |                     | Salva pelo mentor   | Salva pelo mentor   | Eliminada  |           |  |  |  |
|  | Íris Silva          | Salva pelo público  |                     | Eliminada           |            |           |  |  |  |
|  | Mari Segura         | Salva pelo mentor   |                     | Eliminada           |            |           |  |  |  |
|  | Maria Casal Ribeiro |                     | Eliminada           |                     |            |           |  |  |  |
|  | Francisco Vicente   | Eliminado           |                     |                     |            |           |  |  |  |

## Concorrentes que apareceram em outros programas ou edições
- Tatiana Oliveira fez parte da Equipa Daniela na 1.ª edição do The Voice Kids, onde chegou à fase de Batalhas.
- Diogo Leite foi concorrente na OT 2010, onde ficou em segundo lugar.
- Francisco Vicente participou no The Voice Portugal 2016, como parte do trio Edna, da Equipa Aurea. O trio chegou ao Top 4 da sua equipa, sendo este um dos melhores resultados de sempre para um grupo no The Voice Portugal.
- Bruno Almeida participou no The Voice Portugal 2018, onde fez parte da Equipa Marisa. Foi eliminado nas Batalhas, após estar na Sala de Tudo ou Nada pela Equipa Mickael.
- Tiago Braga participou no The Voice Portugal 2014, mas não conseguiu virar nenhuma cadeira nas Provas Cegas.
- Íris Silva fez parte da Equipa Daniela no The Voice Kids 2014, onde chegou à fase das Batalhas.
- Nelson Sousa ficou em 2.º lugar no Rising Star - A Próxima Estrela.
- Filipa Canhão foi finalista do La Banda, em 2019.
- Paloma, da dupla Paloma & Jorginho, participou na 1.ª edição do Factor X, no Ídolos 2015 e no Just Duet - O Dueto Perfeito.
- Beatriz Costa foi finalista da 1.ª edição do Uma Canção para Ti.
- Tiago Teixeira Barbosa fez parte da Equipa Anselmo no The Voice Kids 2014, onde chegou às Batalhas.
- Jéssica Ângelo fez parte da Equipa Aurea no The Voice Portugal 2016, onde chegou à semifinal. Anteriormente, tinha participado no Uma Canção para Ti.
- Favela Lacroix participou no The Voice Portugal 2015, onde fez parte da Equipa Marisa, sob o nome Júnior Oliveira. Antes dessa participação no The Voice Portugal, ficou no Top 10 da 2.ª edição do Factor X.
- Sara Leite fez parte do Grupo português Xanadu e esteve 7 semanas consecutivas no Big Show SIC.